# Surbourg
Surbourg település Franciaországban, Bas-Rhin megyében. Lakosainak száma 1718 fő (2022. január 1.). Surbourg Biblisheim, Dieffenbach-lès-Wœrth, Gunstett, Haguenau, Kutzenhausen, Merkwiller-Pechelbronn, Betschdorf és Soultz-sous-Forêts községekkel határos.

## Népesség
A település népessége az elmúlt években az alábbi módon változott:
| Lakosok száma | 1643 | 1667 | 1703 | 1699 | 1720 | 1714 | 1715 | 1717 | 1718 |
|               | 2013 | 2015 | 2016 | 2017 | 2018 | 2019 | 2020 | 2021 | 2022 |